# Anzat-le-Luguet
Anzat-le-Luguet est une commune française située dans le département du Puy-de-Dôme, en région d'Auvergne-Rhône-Alpes.
Elle fait partie du parc naturel régional des volcans d'Auvergne, et de la zone d'appellation d'origine contrôlée du saint-Nectaire. Sa population a été divisée par sept en 120 ans, passant de 1318 habitants en 1896 à 174 en 2022.

## Géographie

### Situation géographique
Anzat-le-Luguet se situe au cœur du massif volcanique du Cézallier, dont le point culminant se trouve sur la commune, proche du centre du village : le signal du Luguet (1 547 m).
Son altitude varie entre 779 m au niveau du point de confluence du Barthonnet et du ruisseau d'Apcher et 1 547 m au signal du Luguet.
L'habitat est caractérisé par de petites maisons aux toits de chaume et de lauze qui s'étendent sur tout le territoire de la commune.

### Communes limitrophes
Les communes limitrophes sont  Apchat, Laurie, Leyvaux, Marcenat, Mazoires, Molèdes, Montgreleix, Saint-Alyre-ès-Montagne et Vèze.
| Saint-Alyre-ès-Montagne         | Mazoires        | Apchat         |
| Marcenat Cantal Pradiers Cantal | Anzat-le-Luguet | Leyvaux Cantal |
| Vèze Cantal                     | Molèdes Cantal  | Laurie Cantal  |

### Sommets

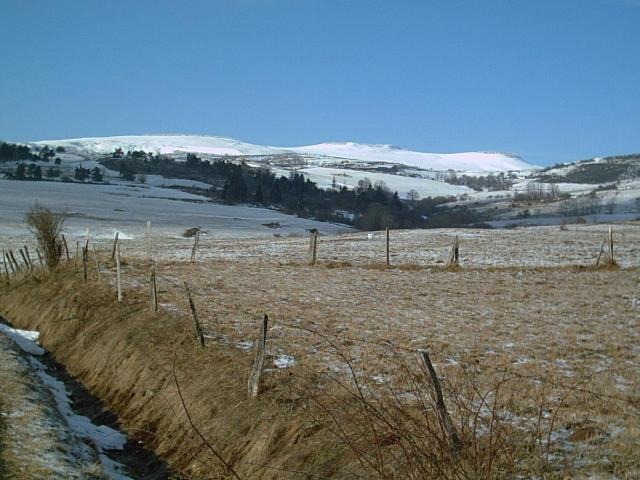
Le signal du Luguet, le Pépendille, et le Perche de gauche à droite (sud-nord).

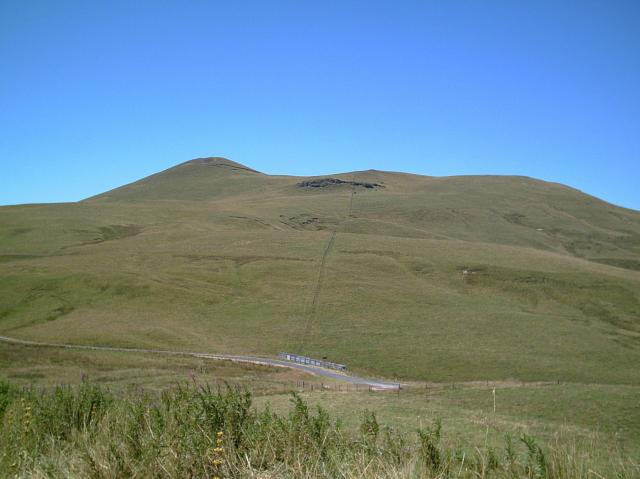
Le mont Chamaroux (à gauche).

| Sommet et observations | Altitude | Observations                                      |
| ---------------------- | -------- | ------------------------------------------------- |
| Signal du Luguet       | 1 547 m  | Point culminant du massif volcanique du Cézallier |
| le Pépendille          | 1 543 m  |                                                   |
| le Perche              | 1 511 m  |                                                   |
| Mont Chamaroux         | 1 476 m  |                                                   |
| Puy de la Rode         | 1 311 m  |                                                   |
| Rocher d'Aulhat        | 1 270 m  |                                                   |
| Le Chu du Bosberty     | 1 266 m  |                                                   |
| Cime de Lagarde        | 1 219 m  |                                                   |

### Cols

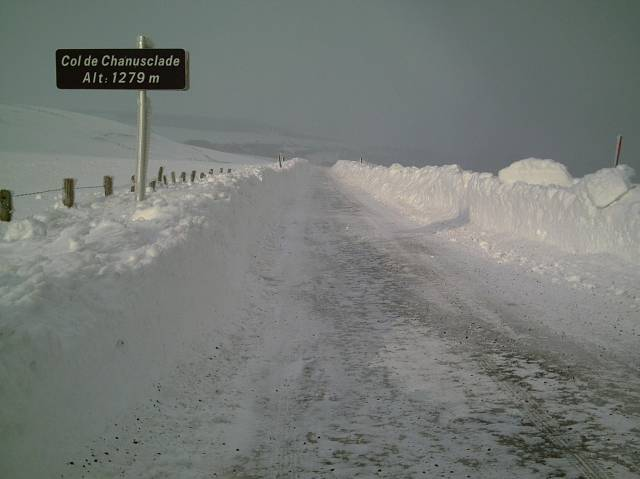
Col de Chanusclade.

| Col                    | Altitude | Route                      | Commune                 | Département |
| ---------------------- | -------- | -------------------------- | ----------------------- | ----------- |
| de la Font rouge       | 1 510 m  | piste « Tour du Cézalier » | Anzat-le-Luguet         | Puy-de-Dôme |
| de Vestizoux           | 1 317 m  | RD 32e                     | Saint-Alyre-ès-Montagne | Puy-de-Dôme |
| de la Vazèze           | 1 295 m  | RD 23                      | Anzat-le-Luguet         | Puy-de-Dôme |
| du Chamaroux           | 1 291 m  | RD 724                     | Anzat-le-Luguet         | Puy-de-Dôme |
| de Chanusclade         | 1 279 m  | RD 209                     | Vèze                    | Cantal      |
| de la Plaine de Guerre | 1 201 m  | RD 23                      | Anzat-le-Luguet         | Puy-de-Dôme |

### Villages
| Nom             | Altitude maxi | Altitude mini | Accès                 | Précisions                                     |
| --------------- | ------------- | ------------- | --------------------- | ---------------------------------------------- |
| Parrot          | 1 285 m       | 1 270 m       | D721                  | Station de pleine nature : ski de fond, VTT... |
| La Barre        | 1 250 m       | 1 235 m       | depuis D721           |                                                |
| Le Luguet       | 1 225 m       | 1 185 m       | D721                  |                                                |
| Bosberty        | 1 220 m       | 1 200 m       | D715                  | Village le plus au sud du Puy-de-Dôme          |
| La Vazèze       | 1 215 m       | 1 205 m       | depuis la D23 et D715 |                                                |
| Le Buffier      | 1 215 m       | 1 205 m       | depuis la D721        |                                                |
| Apcher          | 1 190 m       | 1 170 m       | D23                   |                                                |
| Vins-Haut       | 1 185 m       | 1 165 m       | D23 - D715            |                                                |
| La Boriette     | 1 170 m       | 1 165 m       | depuis la D23         |                                                |
| Lastauve        | 1 160 m       | 1 150 m       | depuis la D23         |                                                |
| Artoux          | 1 155 m       | 1 145 m       | depuis la D721        | Cirque d'Artoux                                |
| Le Moulin       | 1 155 m       | 1 150 m       | depuis la D23 et D721 |                                                |
| Sagne           | 1 150 m       | 1 145 m       | depuis la D23         |                                                |
| Vins-Mège       | 1 145 m       | 1 140 m       | depuis la D23         |                                                |
| Anzat-le-Luguet | 1 135 m       | 1 115 m       | D23 - D721            |                                                |
| Vieillebesse    | 1 135 m       | 1 130 m       | depuis la D23         |                                                |
| Vins-Bas        | 1 130 m       | 1 115 m       | depuis la D23         |                                                |
| Saroil          | 1 120 m       | 1 110 m       | depuis la D721        |                                                |
| Combavière      | 1 110 m       | 1 105 m       | depuis la D23         |                                                |
| La Combe        | 1 110 m       | 1 108 m       | D23 - D721            |                                                |
| La Rochette     | 1 110 m       | 1 075 m       | depuis la D23 et D721 |                                                |
| La Freidière    | 1 105 m       | 1 100 m       | D23                   |                                                |
| Le Mazet        | 1 100 m       | 1 085 m       | depuis la D23         |                                                |
| Besse           | 1 060 m       | 1 045 m       | depuis la D23         |                                                |
| La Brugère      | 1 045 m       | 1 040 m       | depuis la D23         |                                                |
| Prassinet       | 1 040 m       | 1 030 m       | D23                   |                                                |
| Miserat         | 1 025 m       | 1 020 m       | depuis la D23         |                                                |
| Auzolle         | 995 m         | 985 m         | depuis la D23         |                                                |
| Reyrol          | 980 m         | 970 m         | depuis la D23         |                                                |
| Le Moulin Neuf  | 960 m         | 955 m         | depuis la D23         |                                                |

### Cours d'eau

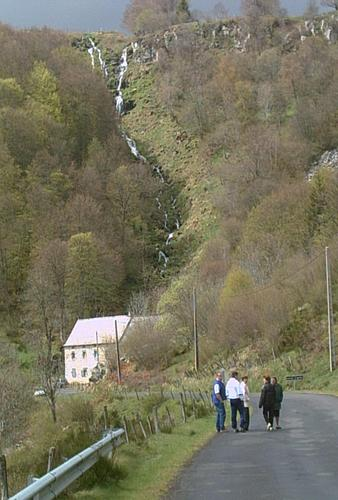
Cascade d'Apcher.

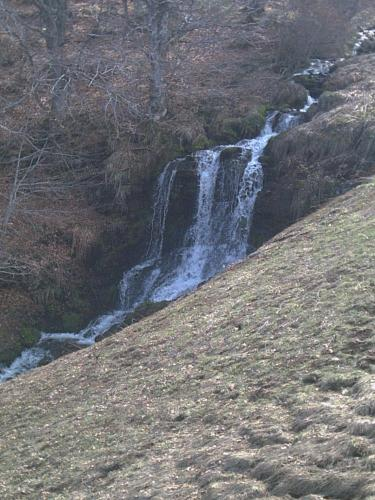
Cascade de la Vazèze.

- Sianne : affluent de l'Alagnon, qui prend sa source à proximité du Buron de Tioulouse-Haut (ruines) à 1 460 m.
- Le Barthonnet : réunion de deux ruisseaux, ceux du Bosberty et de Vins-haut, puis devient la Voireuse au lieu-dit le Breuil (commune de Leyvaux, Cantal) à 638 m.
  - ruisseau du Bosberty, source : col de Chanusclade vers 1 260 m, ancienne mine d'Antimoine.
  - ruisseau de Vins-Haut, source : Roche de Piroux vers 1 300 m, cascade.
  - sites : Moulin de Venot (commune de Molèdes).
  - affluent : ruisseau d'Apcher.
- Ruisseau d'Apcher :
  - source : Le Rayet à 1 300 m
  - affluent : le ruisseau de la Ravel (source : Buron de Chirol à 1 400 m), le Barthonnet.
  - sites : cascade et ancien moulin à Apcher.
- Le Bave : se jette dans l'Alagnon à Brugeilles (Haute-Loire).
  - source : Buron de Jugnaux à 1 400 m
  - affluent : ruisseau de Combavière
- Ruisseau de Combavière : réunion de deux ruisseaux, d'Artoux et du Buffier, puis devient Ruisseau du Moulin Neuf sous le village de Prassinet.
  - source : Burons de Chastang à 1 370 m
- La Couze d'Ardes, affluent de l'Allier, prend sa source au col de Chamaroux (Buron de Tioulouse-Bas  1 291 m)  près du Mont Chamaroux (1476 mètres).
- Le Bonjon, affluent de la Rhue et sous-affluent de la Dordogne, prend sa source vers 1 460 m d'altitude au sud du buron de Tioulouze Haut.

### Climat
Pour des articles plus généraux, voir Climat d'Auvergne-Rhône-Alpes et Climat du Puy-de-Dôme.
En 2010, le climat de la commune est de type climat de montagne, selon une étude du Centre national de la recherche scientifique s'appuyant sur une série de données couvrant la période 1971-2000. En 2020, Météo-France publie une typologie des climats de la France métropolitaine dans laquelle la commune est exposée à un climat de montagne ou de marges de montagne et est dans une zone de transition entre les régions climatiques « Ouest et nord-ouest du Massif Central » et « Nord-est du Massif Central ».
Pour la période 1971-2000, la température annuelle moyenne est de 7,9 °C, avec une amplitude thermique annuelle de 14,7 °C. Le cumul annuel moyen de précipitations est de 1 136 mm, avec 10,5 jours de précipitations en janvier et 7,8 jours en juillet. Pour la période 1991-2020, la température moyenne annuelle observée sur la station météorologique installée sur la commune est de 7,5 °C et le cumul annuel moyen de précipitations est de 1 207,2 mm,. Pour l'avenir, les paramètres climatiques de la commune estimés pour 2050 selon différents scénarios d'émission de gaz à effet de serre sont consultables sur un site dédié publié par Météo-France en novembre 2022.
| Mois                                  | jan.           | fév.           | mars           | avril       | mai           | juin          | jui.          | août          | sep.          | oct.          | nov.           | déc.           | année      |
| ------------------------------------- | -------------- | -------------- | -------------- | ----------- | ------------- | ------------- | ------------- | ------------- | ------------- | ------------- | -------------- | -------------- | ---------- |
| Température minimale moyenne (°C)     | −3             | −3,4           | −1             | 1,8         | 4,8           | 8,5           | 10,3          | 10,3          | 7,3           | 4,4           | 0,7            | −1,9           | 3,2        |
| Température moyenne (°C)              | 0,1            | 0              | 3              | 6,6         | 9,6           | 13,5          | 15,8          | 15,8          | 12,1          | 8,6           | 3,9            | 1,3            | 7,5        |
| Température maximale moyenne (°C)     | 3,2            | 3,3            | 7              | 11,3        | 14,4          | 18,5          | 21,3          | 21,3          | 17            | 12,7          | 7              | 4,5            | 11,8       |
| Record de froid (°C) date du record   | −14,9 18.01.13 | −18,4 04.02.12 | −13,3 09.03.10 | −9 07.04.21 | −3,8 05.05.19 | 1,2 20.06.10  | 2,9 14.07.16  | 2,1 26.08.18  | −0,9 27.09.20 | −7,8 28.10.12 | −11,6 28.11.13 | −13,4 17.12.07 | −18,4 2012 |
| Record de chaleur (°C) date du record | 17,6 20.01.08  | 19,6 27.02.19  | 20,1 11.03.17  | 23 21.04.18 | 27,3 22.05.22 | 33,8 27.06.19 | 33,5 23.07.19 | 33,8 23.08.23 | 30,3 04.09.23 | 26,3 08.10.23 | 21,3 01.11.14  | 17,6 02.12.15  | 33,8 2023  |
| Précipitations (mm)                   | 113,5          | 86,4           | 105,2          | 101,1       | 128,9         | 92            | 79,1          | 84,6          | 73,2          | 81,7          | 125,4          | 136,1          | 1 207,2    |

## Urbanisme

### Typologie
Au 1er janvier 2024, Anzat-le-Luguet est catégorisée commune rurale à habitat très dispersé, selon la nouvelle grille communale de densité à sept niveaux définie par l'Insee en 2022.
Elle est située hors unité urbaine et hors attraction des villes,.

### Occupation des sols
L'occupation des sols de la commune, telle qu'elle ressort de la base de données européenne d’occupation biophysique des sols Corine Land Cover (CLC), est marquée par l'importance des forêts et milieux semi-naturels (73,2 % en 2018), une proportion sensiblement équivalente à celle de 1990 (72,6 %). La répartition détaillée en 2018 est la suivante : 
milieux à végétation arbustive et/ou herbacée (60,1 %), prairies (19,7 %), forêts (13,1 %), zones agricoles hétérogènes (7,2 %). L'évolution de l’occupation des sols de la commune et de ses infrastructures peut être observée sur les différentes représentations cartographiques du territoire : la carte de Cassini (XVIIIe siècle), la carte d'état-major (1820-1866) et les cartes ou photos aériennes de l'IGN pour la période actuelle (1950 à aujourd'hui).

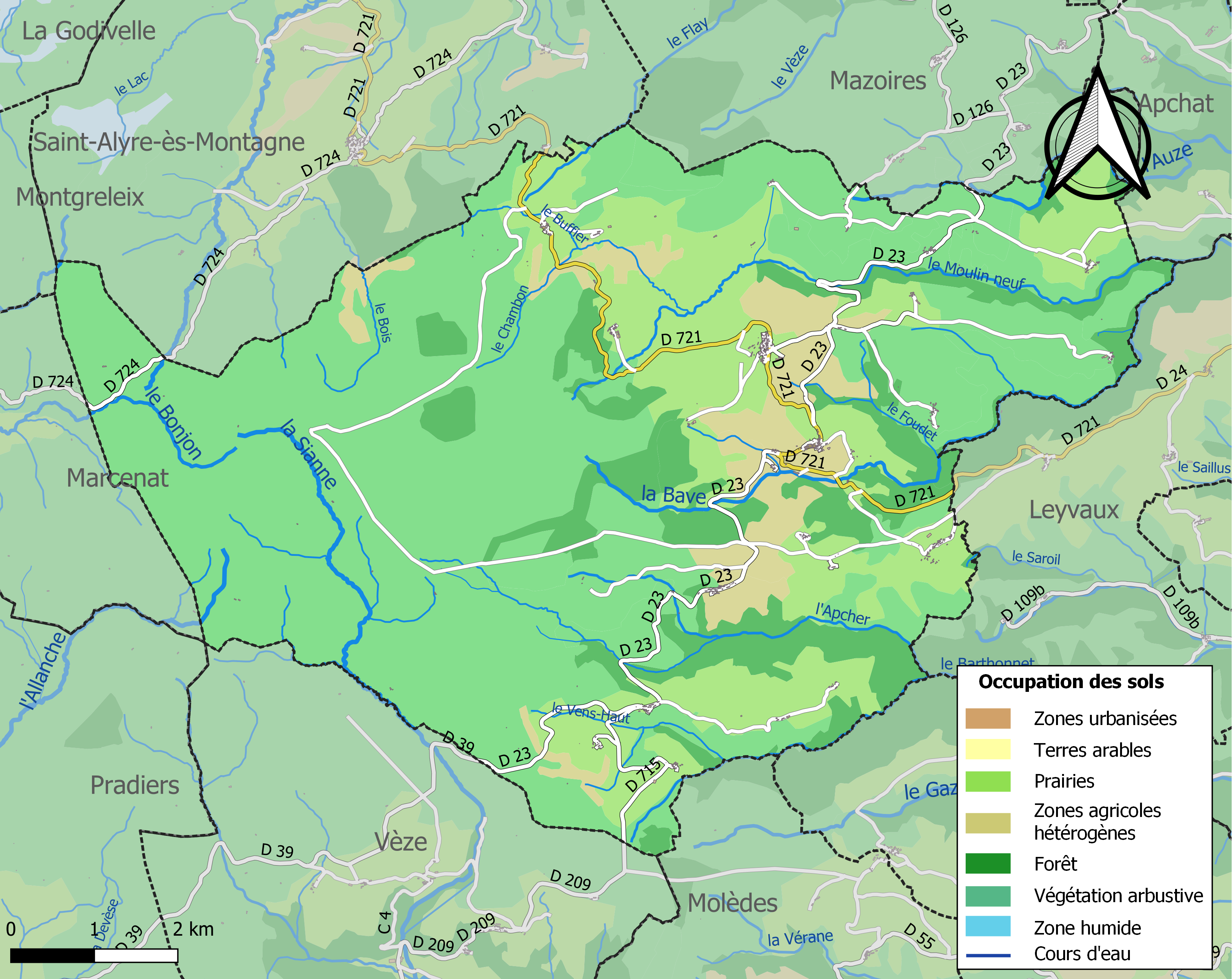
Carte des infrastructures et de l'occupation des sols de la commune en 2018 (CLC).

### Réseau de chaleur
En décembre 2019 un réseau de chaleur a été mis en service dans le bourg de la commune. Il dessert 7 bâtiments publics et 18 maisons privées. Il est alimenté en bois local.

## Toponymie
Première mention d'Anzat en 823 sous la forme Anticiaco. Toponyme basé sur le nom de personne roman Anitius, suivi du suffixe -acum de localisation et de propriété d’origine gauloise, d’où le sens global de « domaine d'Anitius ». Quant au Luguet, il procède soit du nom du dieu gaulois Lug, soit plutôt d’un dérivé du latin lucus « bois sacré ».
De cet étymon antique provient le nom occitan du village : Anzac dau Luguet. C'est ce toponyme de langue occitane qui va être francisé pour donner le nom actuel.

## Histoire
- Si vous ne connaissez pas le sujet, laissez ce bandeau (vous pouvez alors contacter les auteurs).
- Si vous supprimez le contenu mis en cause (vous pouvez préalablement contacter les auteurs),

argumentez précisément cette suppression dans la page de discussion
(un manque de référence n'est pas un argument ; une recherche réelle de référence doit avoir été effectuée, être formellement documentée).
Le 16 octobre 1586, la Reine Margot passe au Luguet. Venant du château de Carlat où elle a séjourné une année pour se rendre au château d’Ibois, elle arrive le 16 octobre en fin de matinée au Luguet où elle dîne chez Louis de La Rochefoucauld (+1590), comte de Randan, baron de Luguet, gouverneur d'Auvergne, un des chefs de la Ligue. L'article dédié au Chateau de Carlat mentionne que la Reine Margot quitte le chateau le 20 octobre 1586
En février 1790, Anzat est intégrée au département du Cantal, qu'elle quitte en l'an II de la République pour le Puy-de-Dôme.
Pendant le premier tiers du XIXe siècle, une fièvre minière s’est emparée de la région du Cézallier et des vallées qui le traversent ou l'enserrent. La mine d’antimoine d'Anzat-le-Luguet fut découverte en 1814 par Jean d'Auzat Bertier à qui la concession fut accordée le 10 janvier 1821 par ordonnance royale. À la même époque et sur les mêmes lieux fut accordée en 1837 une concession d’exploitation à la mine d'argent et d'arsenic du Bosberty, situé aux extrémités des communes d'Anzat et de Molèdes (Cantal) pour laquelle une petite usine de traitement du minerai fut construit. Durant trois ans, trois mille quintaux de minerais d’arsenic seront extraits.
À la fin des années 1960, la commune d'Anzat-le-Luguet a vu naître la station de ski de Parrot sous l'égide du maire de l'époque Antoine Soulalioux et de jeunes de Brioude placés sous la direction de Jean Jacques Faucher. Deux téléskis furent alors construits par la Société Montaz Mautino sur le versant nord de la montagne sectionale du Perche.
Au début des années 1980, le village a accueilli l'ACAVIJA (Association pour la construction et l'animation d'un village international de jeunes en Auvergne), sur le site du hameau de Miserat, qui a reconstruit plusieurs maisons, en coopération avec une association écossaise, le groupe allemand IJGD (de) et l'association française Concordia.
Le 31 mai 1986, la salle Polyvalente est inaugurée, en présence notamment de Roger Quilliot (député-maire de Clermont-Ferrand) et du maire Roger Boyer.
- Travaux par l’architecte Georges Dumas. Le projet a coûté 1 170 000 F, soit 178 370 €. Le chantier a duré 10 mois, de juillet 1985 à mai 1986.
- La salle se compose de deux niveaux : au rez-de-chaussée, salle de réunion, un bar et des sanitaires ; au 1er étage, salle des fêtes avec estrade.

Le 1er juillet 1995, une averse de grêlons de la taille de balles de ping-pong, durant 30 minutes s’abat sur le secteur Apcher - Vins-haut - Bosberty. L’épaisseur de la couche de grêle était de 30 cm. Dégâts : pare-brises et carrosserie de voitures, toitures endommagées, chéneaux, etc. En ce début de campagne de fenaisons, la grêle a couché l'herbe de nombreuses parcelles, d'où des pertes de récoltes.
Les 26 et 27 décembre 1999, lors de la tempête, 35 000 m3 de bois ont été renversés sur l'ensemble de la commune (la plus sinistrée du Puy-de-Dôme concernant les forêts publiques). De nombreux axes routiers sont coupés plusieurs jours à cause de la neige et des arbres couchés. L’électricité a été coupée puis rétablie à des endroits après le 1er janvier 2000.
Le 8 novembre 2008, le logement communal, du nouveau secrétariat de mairie, de l'agence postale communale et de la médiathèque intercommunale, est inauguré, en présence de :
- Hamel-Francis Mekachera, sous-préfet d'Issoire,
- Jean-Yves Gouttebel, président du conseil général du Puy-de-Dôme,
- Jean-Paul Bacquet, député de la circonscription d'Issoire,
- Bernard Veissière, conseiller général et maire d'Ardes-sur-Couze,
- Rémi Vigier, maire d'Anzat-le-Luguet.

## Politique et administration
En 2011, la commune faisait partie du canton d'Ardes. Depuis 2015, la commune est rattachée au canton de Brassac-les-Mines.
| Période                                  | Période                   | Identité           | Étiquette   | Qualité          |
| ---------------------------------------- | ------------------------- | ------------------ | ----------- | ---------------- |
| Les données manquantes sont à compléter. |                           |                    |             |                  |
| 1947                                     | mars 1971                 | Antoine Soulalioux | SFIO        | agriculteur      |
| 1971                                     | 1977                      | Jean-Jacques Vidal | RI          | agriculteur      |
| 1977                                     | 1989                      | Roger Boyer        | RPR puis PS |                  |
| 1989                                     | 1995                      | Valentin Reboisson | UDF         |                  |
| 1995                                     | juin 1997                 | Claude Brochet     |             |                  |
| juin 1997                                | mars 1998                 | Claude Chastel     |             |                  |
| mars 1998                                | mars 2001                 | Jeanine Vinatié    |             |                  |
| mars 2001                                | mars 2014                 | Rémi Vigier        |             |                  |
| mars 2014 (réélu en 2020)                | En cours (au 2 août 2020) | Emmanuel Correia   | Modem       | Ferronnier d'Art |

## Population et société

### Démographie
L'évolution du nombre d'habitants est connue à travers les recensements de la population effectués dans la commune depuis 1793. Pour les communes de moins de 10 000 habitants, une enquête de recensement portant sur toute la population est réalisée tous les cinq ans, les populations de référence des années intermédiaires étant quant à elles estimées par interpolation ou extrapolation. Pour la commune, le premier recensement exhaustif entrant dans le cadre du nouveau dispositif a été réalisé en 2004.

En 2022, la commune comptait 174 habitants, en évolution de −3,87 % par rapport à 2016 (Puy-de-Dôme : +2,1 %, France hors Mayotte : +2,11 %).
| 1793  | 1800  | 1806  | 1821  | 1831  | 1836  | 1841  | 1846  | 1851  |
| ----- | ----- | ----- | ----- | ----- | ----- | ----- | ----- | ----- |
| 1 749 | 1 507 | 1 767 | 1 815 | 1 817 | 1 991 | 1 915 | 1 868 | 1 737 |

| 1856  | 1861  | 1866  | 1872  | 1876  | 1881  | 1886  | 1891  | 1896  |
| ----- | ----- | ----- | ----- | ----- | ----- | ----- | ----- | ----- |
| 1 697 | 1 618 | 1 526 | 1 504 | 1 444 | 1 391 | 1 362 | 1 334 | 1 318 |

| 1901  | 1906  | 1911  | 1921 | 1926 | 1931 | 1936 | 1946 | 1954 |
| ----- | ----- | ----- | ---- | ---- | ---- | ---- | ---- | ---- |
| 1 273 | 1 165 | 1 034 | 894  | 816  | 790  | 797  | 698  | 686  |

| 1962 | 1968 | 1975 | 1982 | 1990 | 1999 | 2004 | 2006 | 2009 |
| ---- | ---- | ---- | ---- | ---- | ---- | ---- | ---- | ---- |
| 613  | 540  | 448  | 377  | 295  | 238  | 205  | 209  | 187  |

| 2014 | 2019 | 2022 | - | - | - | - | - | - |
| ---- | ---- | ---- | - | - | - | - | - | - |
| 184  | 173  | 174  | - | - | - | - | - | - |

### Animations
- Fête patronale de la Saint-Roch : deuxième dimanche après 15 août

## Économie
Essentiellement agricole (élevage, pastoralisme). Bois. Ski nordique. Commune d'une superficie dépassant les 6500 ha dont 40% en pâtures ou forêts sectionales.
- 1 boulangerie-pâtisserie,
- 1 restaurant-supérette,
- 1 point Poste,
- 1 centre de vacances pour enfants à Parrot.

## Culture locale et patrimoine

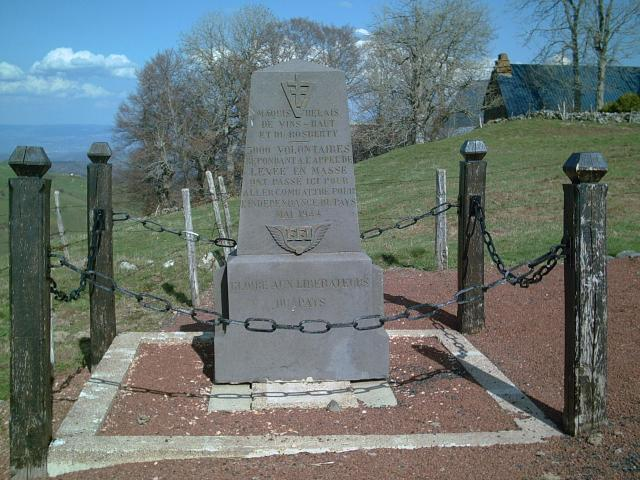
Monument du Bosberty l'une des têtes de réseau de la Résistance en Auvergne.

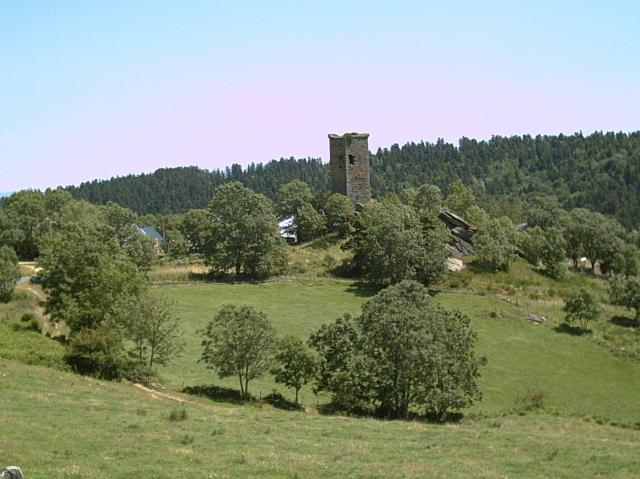
Tour de Besse.

### Lieux et monuments
- Église Saint-Roch Notre Dame de l’Assomption
- Cirque d'Artoux
- Monument du Bosberty : érigé après la Seconde Guerre mondiale en 1946, pour commémorer la mémoire de 3 000 combattants partis à pied rejoindre le maquis du mont Mouchet, via le maquis relais de Vins-Haut et du Bosberty (commune d'Anzat-le-Luguet).
- Tour de Besse : tour de guet médiévale inscrite au titre des monuments historiques par arrêté du 10 octobre 2005[24].
- Fontaines de villages

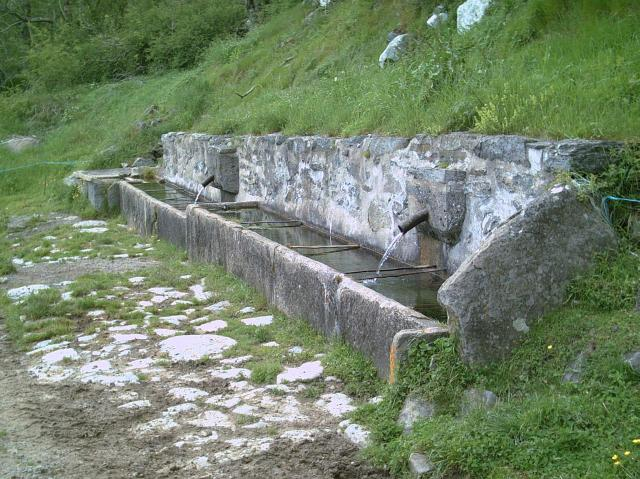
Fontaine du village d'Apcher.
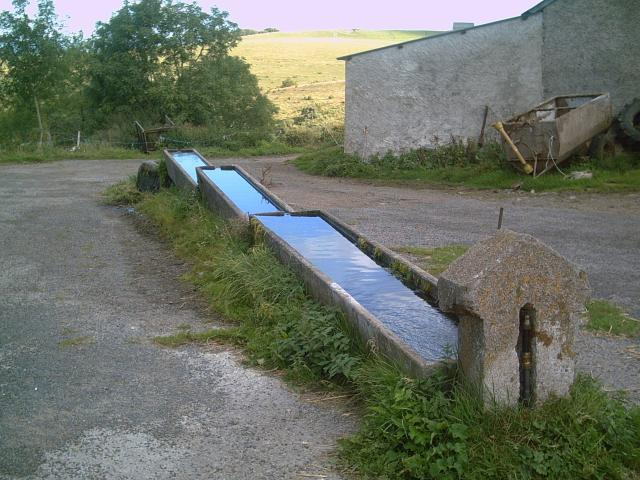
Fontaine du village de Bosberty.

#### Liste des burons
- Buron de Tioulouse-Haut : 1 463 m, ruines,
- Buron de Lacombe : 1 439 m, ruines,
- Buron de Paillassère-Haut : 1 428 m, ruines,
- Buron de la Fauconde : 1 407 m,
- Buron de Paillassère-Bas : 1 397 m, exploité par la coopérative agricole COPTASA (Coopérative de Transhumance et d’Amélioration des Structures Agricoles),
- Burons de Chastang : de 1 397 m à 1 357 m,
- Burons de Jugneaux : 1 395 m,
- Buron de Sianne-la-Plaine : 1 392 m,
- Buron de Chirols : 1 379 m,
- Burons d'Artoux : 1 368 m,
- Buron de Sianne-Haut : 1 365 m, ruines,
- Ferme de Chamaroux : 1 325 m,
- Buron de Tioulouse-Bas : 1 315 m,
- Buron de Montirgue : 1 306 m, ruines,
- Les Tracs d'Anzat : 1 304 m,
- La Grange du Rayet : 1 296 m,
- Buron de la Vazèze : 1 296 m,
- Buron de Bosberty : 1 288 m,
- Les Tracs d'Apcher : 1 261 m,
- Trac de Vins-Haut : 1 261 m.

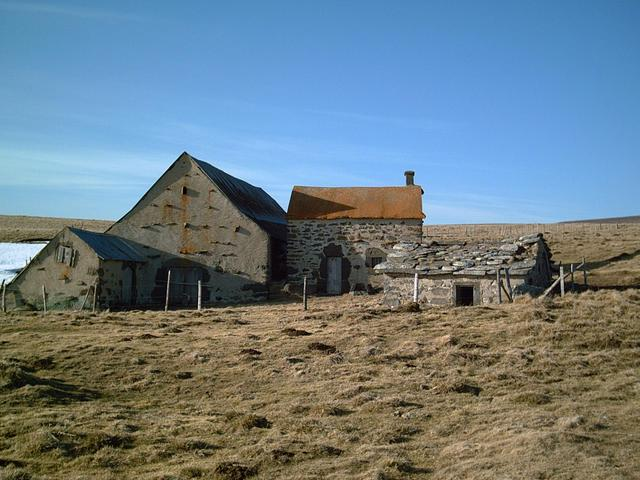
Buron de Chirol.
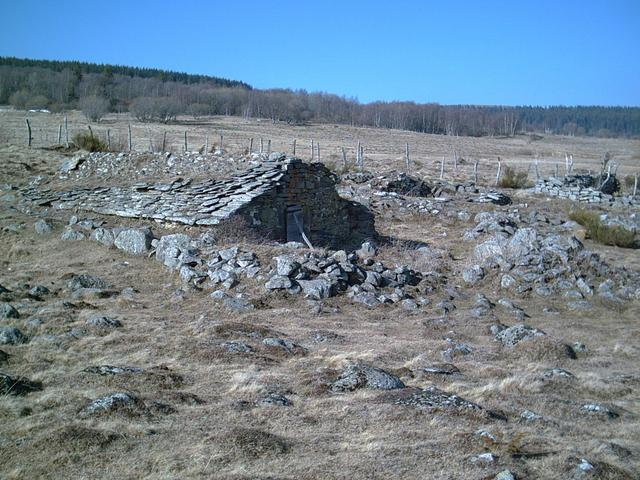
Tracs d'Apcher.
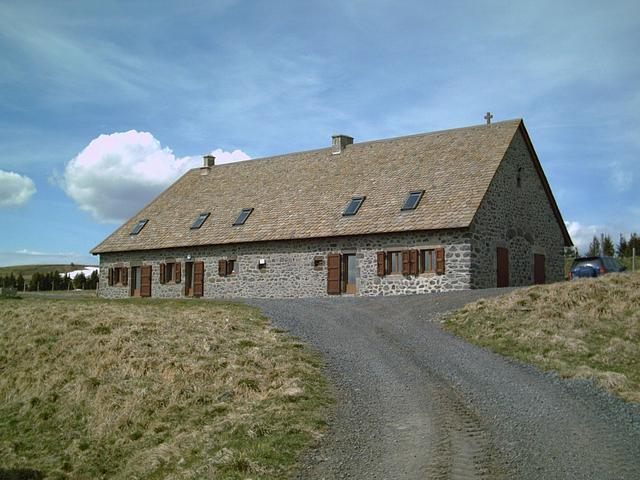
Buron de Paillassère-Bas.

### Personnalités liées à la commune
- Joseph Gibert : créateur de l'enseigne portant son nom, spécialisée en librairie, disques et papeterie, possède des origines familiales au hameau du Bosberty.